# 平松康平
平松 康平（ひらまつ こうへい、1980年4月19日 - ）は、静岡県静岡市清水区興津出身の元プロサッカー選手。ポジションはMF。常葉学園橘高校出身。
現在は障がい福祉事業所等の経営者

## 経歴
1999年に清水エスパルスユースよりトップチームに昇格。ミスター・エスパルスこと澤登正朗の後継者としてサポーターや澤登本人から期待され続け、2001年には、当時の日本代表監督であったフィリップ・トルシエにより日本代表候補合宿にも招集された。チームが残留争いに巻き込まれた時期には、救世主的働きで幾度と無くスタジアムを沸かせている。しかしながら、怪我の影響もあり安定したパフォーマンスを発揮できずに苦しむことが多かった。
独特の風貌や型破りな発言、人柄、天性のものを感じさせる華麗なプレイ、地元出身ということなどが相まってサポーターからの愛憎を一身に受け続けていたが、2007年限りで清水エスパルスを本人の意思で退団した。
移籍リスト掲載後、J2チームからのオファーはあったが本人がJ1にこだわった結果、所属先が決まらないまま2008年シーズン開幕を迎えた。同年4月24日JFLのFC琉球へ加入。持って生まれたサッカーセンスとJリーガーとしての経験をチームにもたらすプレーヤーとして総監督のフィリップ・トルシエからも期待を受けた。2009年1月をもってFC琉球との契約が満了。
2010年5月、藤枝MYFCに入団したが、11月に同チームを退団。
2014年から2018年まで、福祉事業所に現場職員として働く。
2018年から障がい福祉事業所と障がい児、障がい者専門のスポーツクラブ、2023年には、福祉以外の世界と障がい者を繋ぎ、障がい者の働く場を提供する飲食店も経営する。
保有資格: 介護福祉士、サービス管理責任者、児童発達管理責任者
現在も福祉の世界だけでなく多方面で活躍している。

## 所属クラブ
- 清水FC（清水市立清水興津小学校[2]）
- 1993年 - 1995年 清水エスパルスジュニアユース（清水市立清水興津中学校[2]）
- 1996年 - 1998年 清水エスパルスユース（常葉学園橘高等学校[2]）
- 1999年 - 2007年 清水エスパルス
- 2008年 FC琉球
- 2009年10月 - 2010年 静岡FC
- 2010年5月 - 11月 藤枝MYFC

## 個人成績
| 国内大会個人成績 | 国内大会個人成績 | 国内大会個人成績 | 国内大会個人成績 | 国内大会個人成績 | 国内大会個人成績 | 国内大会個人成績 | 国内大会個人成績 | 国内大会個人成績 | 国内大会個人成績 | 国内大会個人成績 | 国内大会個人成績 |
| 年度             | クラブ           | 背番号           | リーグ           | リーグ戦         | リーグ戦         | リーグ杯         | リーグ杯         | オープン杯       | オープン杯       | 期間通算         | 期間通算         |
| 年度             | クラブ           | 背番号           | リーグ           | 出場             | 得点             | 出場             | 得点             | 出場             | 得点             | 出場             | 得点             |
| 日本             | 日本             | 日本             | 日本             | リーグ戦         | リーグ戦         | リーグ杯         | リーグ杯         | 天皇杯           | 天皇杯           | 期間通算         | 期間通算         |
| ---------------- | ---------------- | ---------------- | ---------------- | ---------------- | ---------------- | ---------------- | ---------------- | ---------------- | ---------------- | ---------------- | ---------------- |
| 1998             | 清水             | 26               | J                | 5                | 0                | 3                | 0                | 4                | 1                | 12               | 1                |
| 1999             | 清水             | 19               | J1               | 1                | 0                | 2                | 0                | 1                | 0                | 4                | 0                |
| 2000             | 清水             | 13               | J1               | 20               | 2                | 5                | 1                | 3                | 0                | 28               | 3                |
| 2001             | 清水             | 13               | J1               | 30               | 4                | 2                | 0                | 5                | 1                | 37               | 5                |
| 2002             | 清水             | 13               | J1               | 27               | 2                | 8                | 1                | 2                | 0                | 37               | 3                |
| 2003             | 清水             | 13               | J1               | 14               | 1                | 1                | 0                | 4                | 1                | 19               | 2                |
| 2004             | 清水             | 13               | J1               | 27               | 2                | 7                | 0                | 1                | 0                | 35               | 2                |
| 2005             | 清水             | 8                | J1               | 8                | 0                | 2                | 1                | 4                | 0                | 14               | 1                |
| 2006             | 清水             | 8                | J1               | 6                | 0                | 2                | 0                | 2                | 0                | 10               | 0                |
| 2007             | 清水             | 8                | J1               | 0                | 0                | 3                | 0                | 0                | 0                | 3                | 0                |
| 2008             | 琉球             | 10               | JFL              | 11               | 1                | -                | -                | -                | -                | 11               | 1                |
| 2009             | 静岡             |                  | 東海1部          |                  |                  | -                | -                | -                | -                |                  |                  |
| 2010             | 藤枝             | 14               | 東海1部          | 4                | 0                | -                | -                | -                | -                | 4                | 0                |
| 通算             | 日本             | 日本             | J1               | 138              | 11               | 35               | 3                | 26               | 3                | 199              | 17               |
| 通算             | 日本             | 日本             | JFL              | 11               | 1                | -                | -                | 0                | 0                | 11               | 1                |
| 通算             | 日本             | 日本             | 東海1部          |                  |                  | -                | -                |                  |                  |                  |                  |
| 総通算           | 総通算           | 総通算           | 総通算           | 149              | 12               | 35               | 3                | 26               | 3                | 210              | 17               |

- 1998年はユース所属

その他の公式戦
- 2001年
  - スーパーカップ 1試合0得点
- 2002年
  - スーパーカップ 1試合0得点

| 国際大会個人成績 | 国際大会個人成績 | 国際大会個人成績 | 国際大会個人成績 | 国際大会個人成績 |
| 年度             | クラブ           | 背番号           | 出場             | 得点             |
| AFC              | AFC              | AFC              | ACL              | ACL              |
| ---------------- | ---------------- | ---------------- | ---------------- | ---------------- |
| 2002-03          | 清水             | 13               | 6                | 0                |
| 通算             | AFC              | AFC              | 6                | 0                |

## 代表歴
- 1995年　U-15 日本代表
- 1996年　U-16 日本代表
- 1999年　U-19日本代表
- 2001年 　日本代表候補